# Trịnh Thăng Bình
Trịnh Thăng Bình (sinh ngày 30 tháng 4 năm 1988 tại Thành phố Hồ Chí Minh) là một ca sĩ, nhạc sĩ, diễn viên, người dẫn chương trình và nhà sản xuất âm nhạc người Việt Nam.

## Sự nghiệp
Năm 2006, nam ca sĩ gia nhập nhóm La Thăng (A#) cùng hai thành viên Lưu Minh Tuấn, Phan Việt Hải (sau đó Chí Thiện thế chỗ).
Năm 2008 anh tách nhóm và phát triển sự nghiệp hát solo. Trịnh Thăng Bình ra mắt album đầu tay mang chính tên mình để khẳng định lối đi riêng cũng như vai trò sáng tác nhạc.
Năm 2011, nam ca sĩ phát hành album thứ hai "Summer love" với nhiều hit được các bạn trẻ yêu mến như: Lời chưa nói, Đã biết sẽ có ngày hôm qua, Đã lâu không gặp...
Năm 2013 anh phát hành ca khúc hit Người ấy.
Năm 2019, Bpro Entertainment đã tiếp tục hợp tác với một nhạc sĩ Andiez để cho ra mắt ca khúc "Anh sẽ đến" để lại nhiều dấu ấn.
Năm 2020, đội anh (Đội Rải Thính) tham gia chương trình Chọn đâu cho đúng và đạt giải nhì sau khi nhận được số tiền từ vòng 1 là 16.000.000 VNĐ.
Hiện tại anh là giám đốc công ty cổ phần Bpro Entertainment, chuyên sản xuất âm nhạc và tổ chức sự kiện.

## Album
- Trịnh Thăng Bình (Vol. 1) (2009)
- Lời Chưa Nói (2010)
- Summer Love (Vol. 2) (2011)
- Người Ấy (Vol. 3) (2012)
- Lãng Tử (Single) (2013)
- Người Thứ 3 (2014)
- Người Yêu Tuyệt Vời (2014)
- Từ Khi Gặp Em (2015)
- Sài Gòn Đêm Nay (Single) (2015)
- Anh Muốn Nói (2016)
- Anh Em Và Ai (Vol. 4) (2016)
- Gia Đình Tôi Chọn (Single) (2017)
- Seen (Single) (2017)
- Không Sao Đâu (2018)
- Tâm Sự Tuổi 30 (2018)
- Ai Là Ai Của Ai (2018)
- Em Ngủ Chưa (2018)
- Cho Anh Xin Thêm 1 Phút (2019)
- Anh Sẽ Đến (2019)
- Khác Biệt To Lớn(2020)

## Phim đã tham gia

### Truyền hình
| Năm  | Tựa phim              | Vai diễn   | Đạo diễn          | Kênh    |
| ---- | --------------------- | ---------- | ----------------- | ------- |
| 2009 | Có lẽ nào ta yêu nhau | Gia Bảo    | Tống Thành Vinh   | VTV1    |
| 2009 | Tam nam vẫn phú       | Tú         | Lê Quang Hưng     | HTV7    |
| 2010 | Hát ca bềnh bồng      | Minh       | Nguyễn Thành Vinh | HTV7    |
| 2011 | Người đẹp online      | Hoàng Long | Hồng Ngân         | TodayTV |

### Điện ảnh
| Năm  | Tựa phim                        | Vai diễn     | Đạo diễn         | Nguồn |  |
| ---- | ------------------------------- | ------------ | ---------------- | ----- |  |
| 2014 | Không nói được                  |              | Việt Anh         |       |  |
| 2018 | Ông ngoại tuổi 30               | Trần Sơn Huy | Võ Thanh Hòa     |       |  |
| 2019 | Nhân duyên: Người yêu tiền kiếp | Trần Nhật    | Luk Vân          |       |  |
| 2020 | Trái tim quái vật               | Dustin       | Nguyễn Quang Huy |       |  |

## Chương trình tham gia

### Dẫn chương trình
- Hẹn ngay đi - VTV3
- Bố là số 1 - HTV7

### Giám khảo
- Giai điệu chung đôi - VTV3

### Người chơi
- Người bí ẩn - HTV7
- Kỳ tài thách đấu - HTV7
- Ơn giời cậu đây rồi - VTV3
- Cuối tuần tuyệt vời - VTV3
- Lạ lắm à nha -VTV3

## Âm nhạc
| Năm  | Ca khúc |
| ---- | --- |
| 2023 | - Ở đó nhìn em |
| 2020 | - Đến cuối cùng - Bức bình phong |
| 2019 | - Cho anh xin thêm 1 phút - Anh sẽ đến |
| 2018 | - Không sao đâu - Tâm sự tuổi 30 - Ai là ai của ai - Em ngủ chưa?                                                                                 |
| 2017 | - Vỡ tan - Seen - Sắp tới sẽ là ai |
| 2016 | - Anh muốn nói - Em đừng quay về đây |
| 2015 | - Đâu ai đợi mình |
| 2014 | - Đâu phải em chưa từng - Người yêu tuyệt vời - Từ nay về sau - Người thứ 3 - Đêm mưa và anh - Sẽ quên ngày hôm nay - Sẽ để em ra đi - Ngày em đi |
| 2013 | - Người ấy - Sau bao năm - Môn đăng hộ đối - Có chăng là sai lầm - Vì mẹ con ngoan                                                                |
| 2011 | - Lời chưa nói - Đã biết sẽ có ngày hôm qua - Đã lâu không gặp                                                                                    |

## Giải thưởng
Các giải thưởng anh đã đạt được:
- Lọt vào top 10 nhạc sĩ được yêu thích nhất Làn sóng xanh năm 2013.
- Giành giải thưởng "Album của năm" được Zing MP3 trao giải trong chương trình Zing Music Awards 2013 với album "Người Ấy".
- Giải thưởng "Ca khúc Pop/Rock được yêu thích" được Zing MP3 trao giải trong chương trình Zing Music Awards 2013 với ca khúc "Người Ấy".
- Lọt vào top 20 ca sĩ của năm được YANTV trao giải trong chương trình Yan VPOP 20 Awards 2013
- Top 10 ca khúc yêu thích nhất Làn sóng xanh năm 2019
- Ca khúc nhạc phim yêu thích nhất được Zing MP3 tổ chức với ca khúc " Tâm sự tuổi 30''.

## Sáng tác
- Ai quên được ai (Thu Thủy)
- Cho anh xin thêm một phút (với Liz Kim Cương)
- Chuyên môn mập mờ (Anh Tú Atus & Don Raemon)
- Đã biết sẽ có ngày hôm qua
- Đã lâu không gặp
- Đâu ai đợi mình
- Đến cuối cùng
- Khác biệt to lớn (với Liz Kim Cương)
- Không sao đâu
- Lời chưa nói
- Lừa dối hay niềm đau
- Một ngày ta có thể trở lại (với Phạm Quỳnh Anh)
- Nếu em cần
- Người ấy
- Như anh đã mong chờ (đồng  sáng tác với Shintto & Kim Hyun Seok)
- Ở đó nhìn em
- Seen
- Tâm sự tuổi 30 (với Chí Tâm)
- Trễ giờ
- Vỡ tan
- Yêu để trở thành người xấu